# Peder Rosenstand-Goiske (teolog)
 For alternative betydninger, se Peder Rosenstand-Goiske. (Se også artikler, som begynder med Peder Rosenstand-Goiske)
Peder Rosenstand-Goiske (1. maj 1704 – 13. juni 1769) var en dansk teolog.

## Opvækst og uddannelse
Peder Rosenstand-Goiske blev født i Vestervig præstegård i Thy. Hans forældre var provst Peder Goiske og Bodil Margrethe født Rosenstand. Sin første undervisning fik han hos en kvindelig slægtning i Aalborg, kom derefter hjem til faderen for at forberedes til latinskolen og blev dimitteret fra Aalborg 1722. Var han kun svag i kundskaber, da han kom til Københavns Universitet, hævede han sig dog snart til at blive bekendt for sin solide lærdom.
Da hans fader døde få måneder efter, at han havde deponeret, måtte han vende hjem og fik således sine studeringer afbrudt i nogen tid. Han fik alligevel attestats 1724 og var nu huslærer dels i Hvedstrup præstegård ved Roskilde, dels i Kettinge præstegaard på Lolland, hvor den senere biskop, dr. Paul Mathias Bildsøe var hans elev og af ham blev fulgt til universitetet 1726. Sidstnævnte år blev han femtelektiehører i Aalborg, forflyttedes 1733 til Viborg som konrektor og blev året efter tillige lector theologiæ, indtil dette embede nedlagdes 1740.
I denne sidste egenskab påhvilede de årlige skærtorsdagsprædikener ham; 11 af disse samlede han senere under titel: Betragtning over vor Frelseres Jesu Christi Testamente og Sakramente eller over Skærtorsdagstext (1753; 2. oplag 1762; de udkom også i tysk oversættelse). I Viborg kom han meget i stiftsprovst, mag. Christen Lassen Tychonius' hus og drog stor nytte af hans rige bibliotek.
1735 havde han fået magistergraden, og 1742 erhvervede han den teologiske doktorgrad for en afhandling om Treenigheden.
Efter den lange skolevirksomhed blev han 1747 stiftsprovst i Viborg. Om hans prædiken skriver Viborgs kronikør, degnen Jens Pedersen Thjørring: "Han var langt bedre skikket til at være Skolelærer end til Prædikeembedet, da han tilforn kun havde ringe Øvelse deri. Hertil kom, at han ikke saa vel kunde udtrykke sig i det danske som i fremmede Sprog. Dersom han skulde have prædiket paa Latin, Græsk eller Hebraisk, havde det faldet ham let; men at prædike paa Dansk faldt ham noget tvungent"; men Thjørring giver ham dog desuden den største ros for hans usminkede gudsfrygt og kærlige virken, hvorfor han var "særdeles højt æret og elsket af alle". Af hans prædikener i Viborg udkom senere (1766-69) Betragtninger over alle Søn- og hellige Dages Evangelier udi Prædikener, 4 dele.
Men knap 2 år havde han været stiftsprovst, da han i maj 1749 kaldtes til at være Jeremias Friedrich Reuss' eftermand som teologisk professor i København.

## Teologisk virksomhed i København
Rosenstand-Goiskes indtræden i det teologiske fakultet var af stor betydning. Han pustede liv i det hensygnende studium, og de unge flokkedes om hans lærestol. Han er den, som her hjemme først gennemfører den wolffske filosofis anvendelse på teologien. Det var hans overbevisning, at kristentro og fornuft ikke kunne stride imod hinanden; kristendommens sandhed, påstod han, lod sig bevise ved fornuftens slutninger; fritænkeriet var kun en vildfarende fornuft; og når mennesker ikke var troende, var det kun, fordi de ikke brugte deres fornuft.

### Billige Frie-Tanker over ubillig Frie-Tænkeri
Ligesom Wolff selv mente Rosenstand-Goiske, at en sådan lære måtte være en fortrinlig støtte for religionen; men resultatet blev, at denne religiøse retning nødvendig måtte bane vejen for rationalismen; og fejlsynet er ikke mindst dette, at Rosenstand-Goiske i kristendommen kun ser en lære. Denne demonstrerende metode forkyndtes ikke blot fra katedret for de studerende, men han ville også praktisere den i folkets brede lag og påbegyndte i det øjemed 1753 et ugeskrift: Billige Frie-Tanker over ubillig Frie-Tænkeri. Han ville for lægfolk gennemgå alle de tvivl og indvendinger, der rejstes mod kristendommen for at vise dårligheden i disse.
Det kunne synes et farligt vovestykke, når hensyn tages til tidsforholdene; Rosenstand-Goiske havde også ord for at tale med større frihed, end der hidtil var hørt af nogen dansk teolog. Den arkvise udgivelsesmåde blev dog snart opgivet, og den sidste større halvdel udkom som et samlet hele. Skriftet er over 1000 sider stort, men må vistnok anses som svært tilgængeligt nu til dags både på grund af det knudrede sprog og den tunge begrebsudvikling. Dermed tør ingenlunde nægtes, at det ikke i sin tid har gjort sin nytte og virkelig har kunnet bruges til opbyggelse og til befæstelse i troen. Adskillige vidnesbyrd bestyrker også dette.

### Gendrivelsen af Religion der Adepten
Senere indvikledes Rosenstand-Goiske i en kedelig sag i anledning af sin beredvillighed til at omvende fritænkere. Et skrift, Religion der Adepten, blev på anden hånd tilsendt ham fra den fritænkerske advokat Georg Schade i Hamburg med anmodning om at opfordre en teolog til at gendrive dette. Rosenstand-Goiske gjorde det selv og lod gendrivelsen i tysk oversættelse blive tilstillet Schade. Denne trykte det nævnte skrift sammen med Rosenstand-Goiskes gendrivelse og brugte vistnok kun denne fremgangsmåde for overhovedet at kunne få sit eget arbejde trykt. De hamborgske recensenter rejste stærke anker mod Rosenstand-Goiske, og så snart dette kom denne for øre, bad han kancelliet skaffe sig satisfaktion. En retslig undersøgelse blev anstillet, og Schades bog blev brændt i Hamburg af bøddelen. Rygtet sagde, at Rosenstand-Goiskes gendrivelse havde fået samme skæbne, men dette viste sig at være urigtigt. Der blev givet Rosenstand-Goiske oprejsning; og Schade, der nu levede i Altona, blev forvist til Christiansø.
I 20 år var Rosenstand-Goiske et anset og virksomt medlem af det teologiske fakultet; fra 1751 havde han desuden været tilforordnet i Missionskollegiet og direktør for Vajsenhuset; fra dette embede søgte han dog afsked på grund af svagelighed 1767. Efter at han 13. juni 1769 om formiddagen havde sluttet sin forelæsning over dogmatikken for det semester, døde han samme dags aften meget pludselig.
Han blev 1740 i Viborg gift med Marie Benedicte Kneyln, datter af major i kavaleriet Joh. Philip Kneyln. De havde 10 børn, og faderens "Navn, Agtelse og Yndest gik i Arv til hans vittige og lærde Sønner", skriver Rasmus Nyerup. 3 af disse var Peder Rosenstand-Goiske, Johan Philip Kneyln Rosenstand-Goiske og Peter Rosenstand-Goiske, og 5 svigersønner har alle vundet et navn: etatsråd, professor Jeremias Wøldike, professor Caspar Abraham Borch, konfessionarius, dr. Christian Bastholm, historikeren Abraham Kall og dr. med. Johan Philip Rogert i Viborg.